# 알터릭스
알터릭스(Alteryx)는 캘리포니아주 어바인에 본사를 둔 미국 컴퓨터 소프트웨어 회사로 콜로라도 주 브룸필드에 개발 센터가 있다. 회사의 제품은 데이터 과학 및 분석에 사용된다. 이 소프트웨어는 모든 데이터 작업자가 고급 분석에 액세스할 수 있도록 설계되었다.